# Revolução proletária
Revolução Proletária ou Revolução Operária é uma revolução classista promulgada pelo Marxismo em que o proletariado tenta ocupar a posição de classe dominante, subordinando outras classes mediante a tomada de governo. Seu objetivo, conforme marxistas, é transformar o Estado Burguês em um Estado Operário.

## Ideias da Revolução Proletária
A teoria da revolução proletária aparece nos escritos de Karl Marx no livro Revolução e contra-revolução na Alemanha com o nome de Revolução permanente. Então, ao longo do século XIX, muitos levantes proletários foram feitos, mas eles só começaram a ganhar forma de revoluções a partir de 1848.

## Visão da revolução
A visão do século XIX era que a revolução proletária só daria certo em países plenamente industrializados, onde o desenvolvimento do capitalismo consolidaria a dualidade entre o proletariado e a burguesia e que essa revolução implantaria o socialismo. Onde o capitalismo não era desenvolvido, não seria possível essa revolução.

## Teses da revolução

### Marxistas Russos
Os marxistas revolucionários russos, inclusive do grupo de Lenin, acreditavam que o regime czarista, apesar de não totalmente burguês, era um plenamente usado, não cabendo aliar-se com as camadas burguesas. Sendo assim, a única via para as conquistas democráticas seria pela revolução proletária, com uma aliança entre operários e camponeses.